# Ride 5
Ride 5 è un simulatore di guida sviluppato dalla Milestone e pubblicato il 24 agosto 2023 per PlayStation 5, Xbox Series X/S e Microsoft Windows.
Il titolo è il seguito di Ride 4.

## Modalità di gioco
Ride 5 è un gioco di guida di stampo simulativo. I giocatori gareggiano su delle motociclette sia stradali che da competizione in quattro diversi continenti su svariati circuiti, inclusi alcuni realmente esistenti. Il videogioco presenta modalità sia in singolo giocatore sia in multigiocatore, compreso a schermo condiviso.

## Distribuzione
Il videogioco è stato pubblicato per Windows, PlayStation 5 e Xbox Series X/S il 24 agosto 2023.

## Accoglienza
Ride 5 ha ricevuto recensioni positive su Metacritic. TechRadar lo ha definito «uno dei giochi per PS5 più belli» evidenziando tuttavia che «non è così divertente da giocare»; fa notare inoltre che non sia cambiato molto rispetto al precedessore, eccezion fatta per il supporto allo schermo condiviso. Anche secondo GamingBolt il gioco non è migliorato così tanto da poter essere consigliato a coloro che possiedono il precedente, sostenendo nondimeno che gli appassionati lo apprezzeranno. Gamepressure ne ha elogiato la fisica e l'intelligenza artificiale, ma ha trovato le altre nuove funzionalità meno degne di nota; in conclusione lo ritiene non al livello di Ride 3 ma le rifiniture e il fattore divertimento lo rendono consigliato.